# Leader de la Chambre des communes
Le leader de la Chambre des communes (en anglais : Leader of the House of Commons) est le ministre chargé des relations avec la Chambre des communes au sein du gouvernement du Royaume-Uni. Il est membre du cabinet.
Les Osmotherly Rules, qui régissent la façon dont les fonctionnaires doivent répondre aux Comités sélectifs parlementaires (Parliamentary select committees) sont administrés à la fois par le Bureau du leader de la Chambre des communes (Office of the Leader of the House of Commons) et par le Cabinet Office.
Il est d'usage, si ni le Premier ministre, ni le vice-Premier ministre ne sont disponibles, qu'il les remplace lors des questions au Premier ministre (Prime Minister's Questions).

## Historique
Le poste a été créé le 4 avril 1721 par Robert Walpole, alors Premier ministre du Royaume-Uni.
Jusqu'à la Seconde Guerre mondiale, il était commun que la fonction soit occupée par le Premier ministre (Prime Minister). Ces dernières années, le poste est devenu soit une fonction autonome, soit a été combiné avec celui de lord président du Conseil (Lord President of the Council du Conseil privé de Sa Majesté), mais depuis 2003, il a été associé à celui du lord du sceau privé (Lord Privy Seal).

## Liste des leaders de la Chambre des communes
Légende
(partis politiques)
- Whig
- Libéral
- Tory
- Conservateur
- Travailliste

### XVIIIesiècle
| Nom    | Nom    | Nom                                  | Mandat | Mandat | Offices tenus simultanément                                              | Parti |
| ------ | ------ | ------------------------------------ | ------ | ------ | ------------------------------------------------------------------------ | ----- |
|        |        | Robert Walpole                       | 1721   | 1742   | Premier ministre et chancelier de l'Échiquier                            | Whig  |
|        |        | Samuel Sandys                        | 1742   | 1743   | Chancelier de l'Échiquier                                                | Whig  |
|        |        | Henry Pelham                         | 1743   | 1754   | Premier ministre et chancelier de l'Échiquier                            | Whig  |
|        |        | Thomas Robinson                      | 1754   | 1755   | Secrétaire d'État pour le Sud du Royaume                                 | Whig  |
|        |        | Henry Fox                            | 1755   | 1756   | Secrétaire d'État pour le Sud du Royaume                                 | Whig  |
|        |        | William Pitt l'Ancien                | 1756   | 1757   | Secrétaire d'État pour le Sud du Royaume                                 | Whig  |
| Vacant | Vacant | Vacant                               | 1757   | 1757   |                                                                          |       |
|        |        | William Pitt l'Ancien                | 1757   | 1761   | Secrétaire d'État pour le Sud du Royaume                                 | Whig  |
|        |        | George Grenville                     | 1761   | 1762   | Trésorier de la Royal Navy                                               | Whig  |
|        |        | Henry Fox                            | 1762   | 1763   | Trésorier payeur des armées                                              | Whig  |
|        |        | George Grenville                     | 1763   | 1765   | Premier ministre et chancelier de l'Échiquier                            | Whig  |
|        |        | Henry Seymour Conway                 | 1765   | 1768   | Secrétaire d’État pour le Sud du Royaume                                 | Whig  |
|        |        | Frederick North                      | 1768   | 1782   | Chancelier de l'Échiquier (1768-1782) Premier ministre (1770-1782)       | Tory  |
|        |        | Charles James Fox                    | 1782   | 1782   | Secrétaire d'État aux Affaires étrangères                                | Whig  |
|        |        | Thomas Townshend                     | 1782   | 1783   | Ministre de l'Intérieur                                                  | Whig  |
|        |        | Charles James Fox et Frederick North | 1783   | 1783   | Ministre de l'Intérieur (Nord) Secrétaire d'État aux Affaires étrangères | Whig  |
|        |        | William Pitt le Jeune                | 1783   | 1801   | Premier ministre                                                         | Tory  |

### XIXesiècle
| Nom | Nom | Nom                     | Mandat | Mandat | Offices tenus simultanément | Parti        |
| --- | --- | ----------------------- | ------ | ------ | --- | ------------ |
|     |     | Henry Addington         | 1801   | 1804   | Premier ministre | Tory         |
|     |     | William Pitt le Jeune   | 1804   | 1806   | Premier ministre | Tory         |
|     |     | Charles James Fox       | 1806   | 1806   | Secrétaire d'État aux Affaires étrangères                                                                                          | Whig         |
|     |     | Vicomte Howick          | 1806   | 1807   | Secrétaire d'État aux Affaires étrangères                                                                                          | Whig         |
|     |     | Spencer Perceval        | 1807   | 1812   | Chancelier de l'Échiquier (1807-1812) Chancelier du duché de Lancaster (1807-1812) Premier ministre (1809-1812)                    | Tory         |
|     |     | Robert Stewart          | 1812   | 1822   | Secrétaire d'État aux Affaires étrangères                                                                                          | Tory         |
|     |     | George Canning          | 1822   | 1827   | Secrétaire d'État aux Affaires étrangères (1822-1827) Premier ministre (1827)                                                      | Tory         |
|     |     | William Huskisson       | 1827   | 1828   | Secrétaire d'État à la Guerre et aux Colonies                                                                                      | Tory         |
|     |     | Robert Peel             | 1828   | 1830   | Ministre de l'Intérieur | Tory         |
|     |     | Vicomte Althorp         | 1830   | 1834   | Chancelier de l'Échiquier | Whig         |
|     |     | Robert Peel             | 1834   | 1835   | Premier ministre | Conservateur |
|     |     | Lord John Russell       | 1835   | 1841   | Ministre de l'Intérieur (1835-1839) Secrétaire d'État à la Guerre et aux Colonies (1839-1841)                                      | Whig         |
|     |     | Robert Peel             | 1841   | 1846   | Premier ministre | Conservateur |
|     |     | Lord John Russell       | 1846   | 1852   | Premier ministre | Whig         |
|     |     | Benjamin Disraeli       | 1852   | 1852   | Chancelier de l'Échiquier | Conservateur |
|     |     | Lord John Russell       | 1852   | 1855   | Secrétaire d'État aux Affaires étrangères (1852-1853) Ministre sans portefeuille (1853-1854) Lord président du Conseil (1854-1855) | Whig         |
|     |     | Henry John Temple       | 1855   | 1858   | Premier ministre | Whig         |
|     |     | Benjamin Disraeli       | 1858   | 1859   | Chancelier de l'Échiquier | Conservateur |
|     |     | Henry John Temple       | 1859   | 1865   | Premier ministre | Libéral      |
|     |     | William Gladstone       | 1865   | 1866   | Chancelier de l'Échiquier | Libéral      |
|     |     | Benjamin Disraeli       | 1866   | 1868   | Chancelier de l'Échiquier (1866-1868) Premier ministre (1868)                                                                      | Conservateur |
|     |     | William Gladstone       | 1868   | 1874   | Premier ministre | Libéral      |
|     |     | Benjamin Disraeli       | 1874   | 1876   | Premier ministre | Conservateur |
|     |     | Stafford Northcote      | 1876   | 1880   | Chancelier de l'Échiquier | Conservateur |
|     |     | William Gladstone       | 1880   | 1885   | Premier ministre | Libéral      |
|     |     | Michael Hicks-Beach     | 1885   | 1886   | Chancelier de l'Échiquier | Conservateur |
|     |     | William Gladstone       | 1886   | 1886   | Premier ministre | Libéral      |
|     |     | Lord Randolph Churchill | 1886   | 1887   | Chancelier de l'Échiquier | Conservateur |
|     |     | W. H. Smith             | 1887   | 1891   | Premier lord du Trésor | Conservateur |
|     |     | Arthur Balfour          | 1891   | 1892   | Premier lord du Trésor | Conservateur |
|     |     | William Gladstone       | 1892   | 1894   | Premier ministre | Libéral      |
|     |     | William Vernon Harcourt | 1894   | 1895   | Chancelier de l'Échiquier | Libéral      |
|     |     | Arthur Balfour          | 1895   | 1905   | Premier lord du Trésor (1895-1905) Premier ministre (1902-1905) Lord du sceau privé (1902-1903)                                    | Conservateur |

### XXesiècle
| Nom | Nom | Nom                      | Dates du mandat  | Dates du mandat  | Offices tenus simultanément                                                   | PArti                                         |
| --- | --- | ------------------------ | ---------------- | ---------------- | ----------------------------------------------------------------------------- | --------------------------------------------- |
|     |     | Henry Campbell-Bannerman | 5 décembre 1905  | 5 avril 1908     | Premier ministre                                                              | Libéral                                       |
|     |     | Herbert Henry Asquith    | 5 avril 1908     | 5 décembre 1916  | Premier ministre (1908-1916) Secrétaire d'État à la Guerre (1914)             | Libéral (gouvernement de coalition 1915-1916) |
|     |     | Andrew Bonar Law         | 10 décembre 1916 | 23 mars 1921     | Chancelier de l'Échiquier (1916-1919) Lord du sceau privé (1919-1921)         | Conservateur                                  |
|     |     | Austen Chamberlain       | 23 mars 1921     | 19 octobre 1922  | Lord du sceau privé                                                           | Conservateur                                  |
|     |     | Andrew Bonar Law         | 23 mars 1922     | 20 mai 1923      | Premier ministre                                                              | Conservateur                                  |
|     |     | Stanley Baldwin          | 22 mai 1923      | 22 janvier 1924  | Premier ministre                                                              | Conservateur                                  |
|     |     | Ramsay MacDonald         | 22 janvier 1924  | 3 novembre 1924  | Premier ministre                                                              | Travailliste                                  |
|     |     | Stanley Baldwin          | 4 novembre 1924  | 4 juin 1929      | Premier ministre                                                              | Conservateur                                  |
|     |     | Ramsay MacDonald         | 5 juin 1929      | 7 juin 1935      | Premier ministre                                                              | Travailliste                                  |
|     |     | Stanley Baldwin          | 7 juin 1935      | 28 mai 1937      | Premier ministre                                                              | Conservateur                                  |
|     |     | Neville Chamberlain      | 28 mai 1937      | 10 mai 1940      | Premier ministre                                                              | Conservateur                                  |
|     |     | Winston Churchill        | 10 mai 1940      | 19 février 1942  | Premier ministre                                                              | Conservateur                                  |
|     |     | Stafford Cripps          | 19 février 1942  | 22 novembre 1942 | Lord du sceau privé                                                           | Indépendant                                   |
|     |     | Anthony Eden             | 22 février 1942  | 26 juillet 1945  | Secrétaire d'État aux Affaires étrangères                                     | Conservateur                                  |
|     |     | Herbert Morrison         | 27 juillet 1945  | 9 mars 1951      | Lord président du Conseil                                                     | Travailliste                                  |
|     |     | James Chuter Ede         | 9 mars 1951      | 26 octobre 1951  | Ministre de l'Intérieur                                                       | Travailliste                                  |
|     |     | Harry Crookshank         | 1951             | 20 décembre 1955 | Ministre de la santé (1951-1952) Lord du sceau privé (1952-1955)              | Conservateur                                  |
|     |     | R. A. Butler             | 20 décembre 1955 | 9 octobre 1961   | Lord du sceau privé (1955-1959) Ministre de l'Intérieur (1957-1961)           | Conservateur                                  |
|     |     | Iain Macleod             | 9 octobre 1961   | 20 octobre 1963  | Chancelier du duché de Lancaster                                              | Conservateur                                  |
|     |     | Selwyn Lloyd             | 20 octobre 1963  | 16 octobre 1964  | Lord du sceau privé                                                           | Conservateur                                  |
|     |     | Herbert Bowden           | 16 octobre 1964  | 11 août 1966     | Lord président du Conseil                                                     | Travailliste                                  |
|     |     | Richard Crossman         | 11 août 1966     | 18 octobre 1968  | Lord président du Conseil                                                     | Travailliste                                  |
|     |     | Fred Peart               | 18 octobre 1968  | 19 juin 1970     | Lord président du Conseil                                                     | Travailliste                                  |
|     |     | William Whitelaw         | 20 juin 1970     | 7 avril 1972     | Lord président du Conseil                                                     | Conservateur                                  |
|     |     | Robert Carr              | 7 avril 1972     | 5 novembre 1972  | Lord président du Conseil                                                     | Conservateur                                  |
|     |     | James Prior              | 5 novembre 1972  | 4 mars 1974      | Lord président du Conseil                                                     | Conservateur                                  |
|     |     | Edward Short             | 5 mars 1974      | 8 avril 1976     | Lord président du Conseil                                                     | Travailliste                                  |
|     |     | Michael Foot             | 8 avril 1976     | 4 mai 1979       | Lord président du Conseil                                                     | Travailliste                                  |
|     |     | Norman St John-Stevas    | 5 mai 1979       | 5 janvier 1981   | Chancelier du duché de Lancaster Ministre de la culture                       | Conservateur                                  |
|     |     | Francis Pym              | 5 janvier 1981   | 5 avril 1982     | Chancelier du duché de Lancaster (1981) Lord président du Conseil (1981-1982) | Conservateur                                  |
|     |     | John Biffen              | 5 avril 1982     | 13 juin 1987     | Lord président du Conseil (1982-1983) Lord du sceau privé (1983-1987)         | Conservateur                                  |
|     |     | John Wakeham             | 13 juin 1987     | 24 juillet 1989  | Lord du sceau privé (1987-1988) Lord président du Conseil (1988-1989)         | Conservateur                                  |
|     |     | Geoffrey Howe            | 24 juillet 1989  | 2 novembre 1990  | Lord président du Conseil et vice-Premier ministre                            | Conservateur                                  |
|     |     | John MacGregor           | 2 novembre 1990  | 10 avril 1992    | Lord président du Conseil                                                     | Conservateur                                  |
|     |     | Tony Newton              | 10 avril 1992    | 2 mai 1997       | Lord président du Conseil                                                     | Conservateur                                  |
|     |     | Ann Taylor               | 2 mai 1997       | 27 juillet 1998  | Lord président du Conseil                                                     | Travailliste                                  |
|     |     | Margaret Beckett         | 27 juillet 1998  | 8 juin 2001      | Lord président du Conseil                                                     | Travailliste                                  |

### XXIesiècle
| Nom | Nom | Nom             | Dates du mandat  | Dates du mandat  | Offices tenus simultanément                                       | Parti        | Premier ministre      |
| --- | --- | --------------- | ---------------- | ---------------- | ----------------------------------------------------------------- | ------------ | --------------------- |
|     |     | Robin Cook      | 8 juin 2001      | 17 mars 2003     | Lord président du Conseil                                         | Travailliste | Tony Blair            |
|     |     | John Reid       | 4 avril 2003     | 13 juin 2003     | Lord président du Conseil                                         | Travailliste | Tony Blair            |
|     |     | Peter Hain      | 13 juin 2003     | 6 mai 2005       | Lord du sceau privé                                               | Travailliste | Tony Blair            |
|     |     | Geoff Hoon      | 6 mai 2005       | 5 mai 2006       | Lord du sceau privé                                               | Travailliste | Tony Blair            |
|     |     | Jack Straw      | 5 mai 2006       | 27 juin 2007     | Lord du sceau privé                                               | Travailliste | Tony Blair            |
|     |     | Harriet Harman  | 28 juin 2007     | 11 mai 2010      | Lord du sceau privé et ministre pour les Femmes et pour l'Égalité | Travailliste | Gordon Brown          |
|     |     | George Young    | 12 mai 2010      | 3 septembre 2012 | Lord du sceau privé                                               | Conservateur | David Cameron         |
|     |     | Andrew Lansley  | 4 septembre 2012 | 14 juillet 2014  | Lord du sceau privé                                               | Conservateur | David Cameron         |
|     |     | William Hague   | 14 juillet 2014  | 8 mai 2015       | Lord du sceau privé                                               | Conservateur | David Cameron         |
|     |     | Chris Grayling  | 9 mai 2015       | 13 juillet 2016  | Lord président du Conseil                                         | Conservateur | David Cameron         |
|     |     | David Lidington | 14 juillet 2016  | 11 juin 2017     | Lord président du Conseil                                         | Conservateur | Theresa May           |
|     |     | Andrea Leadsom  | 11 juin 2017     | 23 mai 2019      | Lord président du Conseil                                         | Conservateur | Theresa May           |
|     |     | Mel Stride      | 23 mai 2019      | 24 juillet 2019  | Lord président du Conseil                                         | Conservateur | Theresa May           |
|     |     | Jacob Rees-Mogg | 24 juillet 2019  | 8 février 2022   | Lord président du Conseil                                         | Conservateur | Boris Johnson         |
|     |     | Mark Spencer    | 8 février 2022   | 6 septembre 2022 | Lord président du Conseil                                         | Conservateur | Boris Johnson         |
|     |     | Penny Mordaunt  | 6 septembre 2022 | 5 juillet 2024   | Lord président du Conseil                                         | Conservateur | Liz Truss Rishi Sunak |
|     |     | Lucy Powell     | 5 juillet 2024   | En fonction      | Lord président du Conseil                                         | Travailliste | Keir Starmer          |